# Trevor Vasey
Trevor Vasey (Cumberland, 6 marzo 1993) è un giocatore di football americano statunitense, che gioca come quarterback per gli Örebro Black Knights..
Dopo aver giocato per 4 diverse squadre di college si è trasferito in Europa, prima ai finlandesi Porvoon Butchers, poi in Germania (una stagione ai Cologne Crocodiles e 2 ai Düsseldorf Panther - con una terza stagione cancellata per via della pandemia di COVID-19), successivamente agli svedesi Örebro Black Knights.

## Palmarès
- 1 SM-final (2021)